# Натан Шомбор-Маррей
Натан Шомбор-Маррей (англ. Nathan Zsombor-Murray, 28 квітня 2003) — канадський стрибун у воду.
Учасник Олімпійських Ігор 2020 року, де в стрибках з 10-метрової вишки посів 13-те місце. У синхронних стрибках з 10-метрової вишки разом з Вінсаном Ріндо посів 5-те місце.